# Vittoria Piancastelli
Vittoria Piancastelli ou encore Vittoria Piancastelli Tracquilio, née à Rome le 20 mars 1966, et morte dans la même ville le 12 septembre 2015 est une actrice italienne.

## Biographie
Vittoria Piancastelli a participé à de nombreuses séries télévisées italienne : Ho sposato uno sbirro 2 avec Flavio Insinna, Valeria medico legale, Il giudice Mastrangelo, Il bambino della domenica, Lo smemorato di Collegno.
Au cinéma elle a joué entre autres dans Tre uomini e una gamba (it) et La cena, réalisé par Ettore Scala.
Au théâtre, après s'être diplômée aux cours de Gigi Proietti, elle a joué avec Anatoli Vassiliev, Giancarlo Sepe (it), Armando Pugliese (it).
Vittoria Piancastelli est morte à Rome le 12 septembre 2015 des suites d'une « grave maladie ».

## Filmographie

### Cinéma
- 1997 : Tre uomini e una gamba, réalisation Aldo, Giovanni & Giacomo et Massimo Venier - rôle: Épouse de Giovanni
- 1998 : 
  - Matrimoni, réalisation Cristina Comencini
  - Le Dîner (La cena), réalisation Ettore Scola - rôle: Une mère
- 2004 :À corps perdus (Non ti muovere), réalisation Sergio Castellitto - rôle: Raffaella
- 2010 : La scuola è finita, réalisation Valerio Jalongo (it) - rôle: Professeur Laurenti
- 2012 : La Belle Endormie (La bella addormentata) réalisation Marco Bellocchio

### Télévision
- 1998 :Ultimo, réalisation de Stefano Reali - mini série TV
- 2000 :
  - Giornalisti  - rôle: Sabina Salvini
  - Valeria medico legale - rôle: Lidia
- 2005 :Il giudice Mastrangelo - rôle: Cristiana Mastrangelo
- 2008 :Il bambino della domenica - rôle: sœur Chiara
- 2009
  - Lo smemorato di Collegno, réalisation Maurizio Zaccaro - mini série
  - Un medico in famiglia - 6 - rôle: Simonetta Levantesi
- 2010 :Ho sposato uno sbirro - 2 - rôle: Signora Lojacono
- 2011 :Don Matteo - 8 - rôle: Nonne
- 2013 :Tutta la musica del cuore (TV Mini-S2ries)
- 2014 : A testa alta: I martiri di Fiesole (TV Movie)

## Théâtre
- Grazie, le faremo sapere, écrit et dirigé et interprété Carola Silvestrelli (it)